# Osposidda (brano musicale)
Osposidda è una canzone scritta nel 1987 da Paolo Pillonca e musicata dal cantautore Piero Marras ed inserita nell'album Funtanafrisca. 

## Storia
Osposidda è il nome della località dove, il 18 gennaio 1985, si svolse il tristemente noto omonimo conflitto. A seguito di un sequestro di persona avvenuto ad Oliena, un gruppo di paesani del rapito inseguirono i rapitori che si dirigevano verso Orgosolo. Contemporaneamente entravano in azione le forze dell'ordine. Dopo alcune ore i sequestratori, con l'aiuto dei volontari, furono braccati dalle forze dell'ordine. Dopo aver abbandonato l'ostaggio, i rapitori ingaggiarono un conflitto a fuoco con le forze dell'ordine, che si concluse tragicamente con l'uccisione di cinque persone, i quattro rapitori ed un sovrintendente di polizia.
I cadaveri dei sequestratori furono trasportati su alcuni camion scortati dalla polizia a sirene spiegate. Questo fatto, che fu interpretato da molti come un'ostentazione dei cadaveri alla stregua di trofei di caccia, causò accese polemiche.

## Musicisti
- Piero Marras: voce, tastiere, vocoder, chitarra acustica
- Giampaolo Conchedda: batteria
- Paolo Cocco: basso
- Massimo Carboni: sax
- Nico Casu: tromba